# Михайличенко Віктор Костянтинович
Михайличенко Віктор Костянтинович (20 червня 1949, Чирчик — 26 січня 2021, Суми) — художник театру, Член спілки художників СРСР (1980), член Національної Спілки художників України (1993). Лауреат Державної премії Узбекистану імені Хамзи. Чоловік художниці Галини Михайличенко, батько художника Сергія Михайличенка.

## Біографія
Народився у м. Чирчик Ташкентської обл. (Узбекистан). Відвідує дитячу художню студію (керівник — художник В. С. Балабанов). В 1964 році закінчив вісім класів.
Навчався: 1964 р. — 1968 р. — на живописному відділенні Ташкентського республіканського художнього училища ім. Бенькова П. П. (педагог О. П. Перов); 1968 р.— 1974 р. Ташкентський театрально-художній інститут ім. О. М. Островського, відділення театрального живопису, спеціадьність — художник театру (вчився у Г. Р. Бріма).
Професійну діяльність: Кемеровський (Росія) обласний театр драми ім. А. В. Луначарського (1973—1975 рр.) — художник-постановник.
1975—1978 рр.— головний художник У Сурхандар'їнському (Узбекистан) обласному музично-драматичному театрі. В 1978—1981 рр. — головний художник Ферганського (Узбекистан) обласного російського театру драми та комедії. 1981—1989 рр. — художником у Ферганських художньо-виробничих майстернях. З 1989 по 1992 — головним художником Ферганського обласного узбецького театру драми та комедії. В 1990 році був удостоєний звання лауреата Державної премії Узбекистану ім. Хамзи, за художнє оформлення вистави «Залізна жінка» Ш. Башбекова. З 1993 року жив в Україні, в місті Суми. Працював головним художником у Сумському театрі драми та музичної комедії ім. М. С. Щепкіна. В 1993 році він стає членом Спілки художників України. З 1998 року — вільний художник. Помер 26 січня 2021 року у м. Суми.

## Творчість
Працював в галузі сценографії, акварельного і станкового живопису, декоративного мистецтва. За весь час роботи в театрах художник здійснив оформлення понад 60 вистав. В його доробку: пейзажі, натюрморти, портрети (ферганський цикл; портрети дружини і доньки" автопортрет).
Твори знаходяться в Дирекції художніх виставок Міністерства культури Узбекистану; Ферганському художньому музеї; Сумському художньому музеї ім. Н. Онацького; Музеї історії міста Києва; Музей-майстерні І. П. Кавалерідзе (м. Київ); Кіровоградському художньому музеї; галереї «НЕФ» (м. Київ); приватних колекціях і галереях України, Росії, Німеччини, Англії, Ірландії, Ізраїлю, Болгарії, Литви, Італії, Франції, США, Польщі, Швейцарії.

### Твори
«Весняний дворик» (1980), «Сади квітнуть» (1988), «Верби цвітуть» (1988), «Старий млин»(1990), «Мокрий сніг» (1992), «Березень» (1995), «Ранок на Заливній» (1996), «Осінні квіти» (1997), «Березень» (1998), «Вулиця соборна» (1999), «Псел у січні» (1999), «Калина» (2003), «Вуличка в Сумах» (2003), «Букет калини» (2005), «Жовті жоржини» (2005), «Покинута хата» (2006), «Рожевий вечір» (2006), «Вечір на Сеймі» (2007), «Дорога до монастиря» (2007), «Зима в Самотоївці» (2008), «Осінь в Сумах»(2008), «Бузок під парканом» (2008), «Місток» (2010), «Ранок на Пслі» (2014), «Калина» (2014), «Після дощу» (2014), «Портрет Галини Михайліченко» (2014), «Квітень» (2014), «Ранок на сеймі» (2014), «Зимовий ліс» (2014), «Перші калюжки» (2014), «Ранок. Лелеки» (2015), «Місток» (2015), «Ранок в Коропі. До хати» (2016), «Калина і березки» (2016), «Верби цвітуть» (2016), «Подвір'я в Путивлі» (2016), «Повінь на Десні» (2016), «Ранок на лузі. Будяки».(2016)

## Виставкова діяльність
З 1977 року Віктор Михайліченко експонує свої твори на художніх виставках, як групових так і персональних: республіканської (Ташкент, 1977); всесоюзної (Москва, 1979); зарубіжної (Рабат, Марокко, 1986); всеукраїнської художньої виставки «Мальовнича Україна» (Суми, 1993); «10 років організації СХ» (Київ, 1994); «60 років СХ України» (Київ, 1998); виставки творів сумських художників у м Целле (Німеччина, 1999); міжнародна виставка акварелей місто Фабріано (Італія, 2016); м. Київ (InterWatercolorFest).
Персональні виставки:
- м. Фергана (1990)
- м. Суми (1997, 1999, 2004, 2009, 2014)
- м. Київ (2000, 2003, 2004, 2005, 2006, 2007, 2008, 2009, 2010, 2011, 2012, 2013, 2016)
- м. Санкт-Петербург (2013)
- м. Кіровоград (2016)